# 24199 Tsarevsky
24199 Tsarevsky là một tiểu hành tinh vành đai chính với chu kỳ quỹ đạo là 2035.4924292 ngày (5.57 năm).
Nó được phát hiện ngày 6 tháng 12 năm 1999.